# EFL Bowl II
Navigation
EFL Bowl I EFL Bowl III
L'European Football League Bowl 2015, abrégée en EFL Bowl II, en français Bowl II de la Ligue Européenne de Football Américain, est la 2e édition de l'European Football League Bowl, la seconde compétition européenne interclubs de football américain organisée par l'IFAF Europe.
Les équipes de 1re division participent au tournoi BIG 6 permettant de participer à l'Eurobowl.

## Équipes participantes
| Club                    | Titres |
| ----------------------- | ------ |
| Groupe A                |        |
| Dracs de Badalona       | 0      |
| Amsterdam Crusaders     | 0      |
| Allgäu Comets           | 0      |
| Groupe B                |        |
| Kiel Baltic Hurricanes  | 1      |
| Alphen Eagles           | 0      |
| Mercenaries de Marbourg | 0      |

## Résultats

### Groupe A
| Rang | Équipe              | Pts | J | G | N | P | Bp  | Bc | Diff |
| ---- | ------------------- | --- | - | - | - | - | --- | -- | ---- |
| 1    | Allgäu Comets       | 4   | 2 | 2 | 0 | 0 | 109 | 13 | +96  |
| 2    | Dracs de Badalona   | 2   | 2 | 1 | 0 | 1 | 24  | 55 | -31  |
| 3    | Amsterdam Crusaders | 0   | 2 | 0 | 0 | 2 | 8   | 73 | -65  |

- 18 avril 2015 (2000 spectateurs) :

Comets 48 - 13 Dracs
- 3 mai 2015 (300 spectateurs) :

Crusaders 0 - 62 Comets
- 16 mai 2015 :

Dracs 11 - 8 Crusaders

### Groupe B
| Rang | Équipe                  | Pts | J | G | N | P | Bp  | Bc | Diff |
| ---- | ----------------------- | --- | - | - | - | - | --- | -- | ---- |
| 1    | Kiel Baltic Hurricanes  | 4   | 2 | 2 | 0 | 0 | 125 | 10 | +115 |
| 2    | Alphen Eagles           | 2   | 2 | 1 | 0 | 1 | 17  | 71 | -54  |
| 3    | Mercenaries de Marbourg | 0   | 2 | 0 | 0 | 2 | 23  | 84 | -61  |

- 18 avril 2015 :

Eagles 17 - 13 Mercenaries
- 16 mai 2015 (1051 spectateurs) :

Hurricanes 58 - 0 Eagles
- 31 mai 2015 (650 spectateurs) :

Mercenaries 10  -67 Hurricanes

## EFL Bowl II
- 27 juin 2015 à Kiel, 1752 spectateurs au stade Kieler Kilia[1],[2] :

Allgäu Comets 28 - 49 Kiel Baltic Hurricanes